# Hypotia ornata
Hypotia ornata is een vlinder uit de familie snuitmotten (Pyralidae). De wetenschappelijke naam van deze soort is voor het eerst geldig gepubliceerd in 1902 door Druce.
De soort komt voor in tropisch Afrika.